# Prîlukivka, Melitopol
Prîlukivka (în ucraineană Прилуківка, în germană Münsterberg) este un sat în comuna Svitlodolînske din raionul Melitopol, regiunea Zaporijjea, Ucraina. Satul a fost locuit de germanii pontici.   

## Demografie
Componența lingvistică a localității Prîlukivka
     Ucraineană (68,22%)
     Rusă (24,3%)
     Alte limbi (7,48%)
Conform recensământului din 2001, majoritatea populației localității Prîlukivka era vorbitoare de ucraineană (68,22%), existând în minoritate și vorbitori de rusă (24,3%).